# منتخب فلسطين لكرة الطائرة الشاطئية
منتخب فلسطين لكرة الطائرة الشاطئية هو المُمثل الرسمي لدولة فلسطين في منافسات كرة الطائرة الشاطئية.

## منافسات
حقق المنتخب الفلسطيني فوزه للمرة الأولى في مباريات خارجية في بطولة الألعاب الآسيوية بجاكرتا لعام 2018.
شارك إبراهيم قصيعة وعبد الله العرقان اللاعبان في المنتخب الفلسطيني لكرة الطائرة الشاطئية في بطولة غرب آسيا لكرة الطائرة الشاطئية المُقامة في الدوحة في يناير 2022، وحاز على ميدالية برونزية.
شارك المنتخب في دورة الألعاب الآسيوية 2022 التي جرت خلال سبتمبر 2023 في الصين.

## اللاعبون
أُغتيل اللاعب إبراهيم قصيعة في 14 نوفمبر 2023 خلال قصف القوات الجوية الإسرائيلية منزله الكائن في مخيم جباليا شمال قطاع غزة ردًا على عملية طوفان الأقصى.